# Membrane hyo-glossienne
La membrane hyo-glossienne, faisant partie du squelette fibreux de la langue, s'insère sur le bord supérieur de l'os hyoïde et après un trajet d'environ 1 cm, elle se perd dans l'épaisseur de la langue. Le squelette fibreux de la langue est aussi composé du septum lingual,.